# راسموس فلو
راسموس فلو (بالنرويجية البوكمول: Rasmus Flo)‏ هو لغوي ومترجم نرويجي، ولد في 1851، وتوفي في 1905.